# Rhododendron trichocladum
Rhododendron trichocladum är en ljungväxtart. Rhododendron trichocladum ingår i släktet rododendron, och familjen ljungväxter.

## Underarter
Arten delas in i följande underarter:
- R. t. nepalense
- R. t. trichocladum